# The Rolling Stones American Tour 1966
The Rolling Stones American Tour 1966 fue una gira de conciertos realizada por la banda, que comenzó el 24 de junio de 1966 y finalizó el 28 de julio de 1966, para presentar su nuevo álbum Aftermath.

## Miembros de la banda
- Mick Jagger voz, guitarra
- Keith Richards guitarra, voz
- Brian Jones guitarra, piano
- Charlie Watts batería
- Bill Wyman bajo

## Fechas de la gira
- 24/06/1966  Manning Bowl, Lynn, Massachusetts
- 25/06/1966  Arena, Cleveland, Ohio
- 25/06/1966  Civic Center Arena, Pittsburgh, Pensilvania
- 26/06/1966  Coliseum, Washington D. C.
- 26/06/1966  Civic Center, Baltimore, Maryland
- 27/06/1966  Dillon Stadium, Hartford, Connecticut
- 28/06/1966  War Memorial Auditorium, Buffalo, Nueva York
- 29/06/1966  Maple Leaf Gardens, Toronto
- 30/06/1966  Forum, Montreal
- 01/07/1966  Marine Ballroom, Atlantic City, Nueva Jersey
- 02/07/1966  Forest Hills Tennis Stadium, Nueva York
- 03/07/1966  Asbury Park, Nueva York
- 04/07/1966  Under The Dome Theatre, Virginia Beach, Virginia
- 06/07/1966  War Memorial Hall, Syracuse, Nueva York
- 08/07/1966  Cobo Hall, Detroit, Míchigan
- 09/07/1966  Fairgrounds Coliseum, Estado de Indiana, Indianápolis
- 10/07/1966  Arie Crown Theatre, McCormick Place, Chicago, Illinois
- 11/07/1966  Sam Houston Coliseum, Houston, Texas
- 12/07/1966  Kiel Convention Hall, San Luis, Misuri
- 14/07/1966  Stadium, Winnipeg
- 15/07/1966  Civic Auditorium, Omaha, Nebraska
- 19/07/1966  Pacific International Exhibition Forum, Vancouver
- 20/07/1966  Center Coliseum, Seattle, Washington
- 21/07/1966  Memorial Coliseum, Portland, Oregón
- 22/07/1966  Memorial Auditorium, Sacramento, California
- 23/07/1966  Davis County Lagoon, Utah, Salt Lake City
- 24/07/1966  Civic Auditorium, Bakersfield, California
- 25/07/1966  Hollywood Bowl, Los Ángeles, California
- 26/07/1966  Cow Palace, San Francisco, California
- 28/07/1966  Honolulu International Center, Honolulu, Hawái

## Canciones que tocaron
- "Not Fade Away"
- "The Last Time"
- "Paint It, Black"
- "Under My Thumb"
- "Stupid Girl"
- "Time Is on My Side"
- "Lady Jane"
- "Play with Fire"
- "Doncha Bother Me"
- "The Spider and The Fly"
- "Mother's Little Helper"
- "Get off of My Cloud"
- "(I Can't Get No) Satisfaction"
- "19th Nervous Breakdown"

- Datos: Q11704430